# Namoi River
Der Namoi River ist ein Fluss im Nordosten des australischen Bundesstaates New South Wales.
Er entspringt an den Südosthängen des Bald Rock Mountain (Liverpool Range) östlich vom Warrabah-Nationalpark. Von dort fließt er zunächst nach Südwesten durch die Kleinstadt Manilla und den Lake Keepit. Östlich von Gunnedah biegt er nach Nordwesten ab, durchfließt die Städte Boggabri, Narrabri und Wee Waa. Dort wendet er seinen Lauf nach Westen und erreicht nach rund 330 Kilometern bei Walgett den Barwon River, einen Quellfluss des Darling River.